# 林肯鎮區 (堪薩斯州賴斯縣)
林肯鎮區（英語：Lincoln Township）為美國堪薩斯州賴斯縣轄下的鎮區。2010年美国人口普查中此鎮區人口有563人。

## 地理
林肯鎮區涵蓋總面積為94.7平方（36.58平方英里），其中陸地面積為94.7平方（36.58平方英里），水域面積為0平方（0.00平方英里）或0.00%。

## 人口統計
根據2010年美國人口普查，林肯鎮區人口有563人，其中男性有287人，女性有276人，人口密度為每平方公里5.95人，住房計266戶。鎮區內的白人有535人，非裔美國人有2人，美洲原住民有1人，亞裔美國人有3人，太平洋島裔美國人有0人，其他種族有3人，混血種族則有19人。此外鎮區內有38人為西班牙裔或拉丁裔美國人。此鎮區之年齡中位數為39.7歲，而男性年齡中位數為37.5歲，女性年齡中位數為41.0歲。

## 交通

### 主要公路
- 56號美國國道